# أرابيكا (مجلة)
أرابيكا (بالإنجليزية: Arabica)‏ هي مجلة أكاديمية متخصصة في الدراسات العربية، أسسها في عام 1954 إفاريست ليفي بروفنسال. وتنشر بواسطة بريل للنشر منذ عام 1980. مُحررها هو جان شارل كولون [الإنجليزية]، وقد حررها في السابق محمد أركون.

## المستخلصات والفهرسة
المجلة مُلخصة ومفهرسة في قواعد البيانات الببليوغرافية التالية:
- محرك البحث الأكاديمي
- فهرس الاستشهادات في الآداب والعلوم الإنسانية [الإنجليزية]
- قاعدة بيانات أتلا الدين [الإنجليزية]
- الببليوغرافيا الدولية للأدب الدوري [الإنجليزية]
- فهرس اسلاميكوس [الإنجليزية]
- الببليوغرافيا الدولية للعلوم الاجتماعية
- ببليوغرافيا لغوية [الإنجليزية]
- سي أس أيه (قاعدة بيانات) [الإنجليزية]
- جمعية اللغة المعاصرة
- بروكويست
- سكوبس

وفقًا لموقع سكوبس، فإن لديها مقياس استشهاد لعام 2020 يبلغ 0.7، وتقع في المرتبة 60 من أصل 845 مجلة في فئة"الأدب والنظرية الأدبية".

## روابط خارجية
الموقع الرسمي